# Штанд за пољупце
Штанд за пољупце (енгл. The Kissing Booth) амерички је тинејџерски и љубавно-хумористички филм из 2018. године у режији Винса Марчела. Темељи се на истоименом роману Бет Риклс. Главне улоге глуме Џои Кинг, Џејкоб Елорди и Џоел Кортни. Филм прати Ел (Кинг), необичну тинејџерку, чија веза са матурантом и лошим дечком Ноом (Елорди) доводи у опасност њено пријатељство са Ноовим млађим братом, Лијем (Кортни).
Netflix је објавио филм 11. маја 2018. године. Остварио је комерцијални успех, што је довело до стварања трилогије филмова. У великој мери је критикован од стране критичара, који су сматрали да су његова радња и теме клише. Наставак, Штанд за пољупце 2, објављен је 24. јула 2020, док је трећи филм, Штанд за пољупце 3, објављен 11. августа 2021. године.

## Радња
Када први пољубац тинејџерке Ел доведе до забрањене везе са најзгоднијим дечком у средњој школи, њено дугогодишње пријатељство остаје неизвесно.

## Улоге
| Глумац               | Улога         |
| -------------------- | ------------- |
| Џои Кинг             | Ел Еванс      |
| Џоел Кортни          | Ли Флин       |
| Џејкоб Елорди        | Ноа Флин      |
| Меган Јанг           | Рејчел        |
| Стивен Џенингс       | Мајк Еванс    |
| Клои Вилијамс        | Џони Еванс    |
| Карсон Вајт          | Бред Еванс    |
| Моли Рингвалд        | Сара Флин     |
| Морн Висер           | господин Флин |
| Џесика Сатон         | Мија          |
| Зендајл Мадлива      | Гвинет        |
| Бјанка Бош           | Оливија       |
| Мишел Ален           | Хедер         |
| Џошуа Иди            | Тапен         |
| Бајрон Ленгли        | Ворен         |
| Џад Акрон            | Оли           |
| Франсес Шолто Даглас | Вивијан       |
| Еван Хенгст          | Мајлс         |
| Санда Шанду          | Ренди         |
| Хилтон Пелсер        | Бари          |
| Трент Роу            | Мелвин        |
| Нејтан Лин           | Камерон       |